# Nepticulinae
Nepticulinae is een onderfamilie in de familie van Dwergmineermotten (Nepticulidae). Deze onderfamilie is wetenschappelijk beschreven door Carl von Heyden en werd voor het eerst geldig gepubliceerd in 1854. Het typegeslacht is Nepticula.

## Geslachten
- onderfamilie Nepticulinae
  - tribus Nepticulini
    - Enteucha Meyrick, 1915
      - = Johanssonia Borkowski, 1972 non Johanssonia Selensky, 1914
      - = Johanssoniella Koçak, 1981 (nomen novum voor Johanssonia Borkowski, 1972)
      - = Artaversala Davis, 1978
      - = Oligoneura Davis, 1978 non Oligoneura Bigot, 1878
      - = Manoneura Davis, 1979 (nomen novum voor Oligoneura Davis, 1978)

    - Simplimorpha Scoble, 1983
    - Stigmella Schrank, 1802
      - = Nepticula Heyden, 1843
      - = Dysnepticula Börner, 1925
      - = Astigmella Puplesis, 1984

    -  † Stigmellites Kernbach, 1967
    - Varius Scoble, 1983

  - tribus Trifurculini
    - Acalyptris Meyrick, 1921
      - = Microcalyptris Braun, 1925
      - = Niepeltia Strand, 1934

    - Bohemannia Stainton, 1859
    - Ectoedemia Busck, 1907
      - = Obrussa Braun, 1915
      - = Fomoria Beirne, 1945
      - = Etainia Beirne, 1945
      - = Dechtiria Beirne, 1945
      - = Laqueus Scoble, 1983 non Laqueus Dall, 1870 (Brachiopoda)

    - Parafomoria van Nieukerken, 1983
    - Trifurcula Zeller, 1848
      - = Levarchama Beirne, 1945
      - = Sinopticula Yang, 1989

    - Glaucolepis Braun, 1917
      - = Fedalmia Beirne, 1945